# Susan Moller Okin
Susan Moller Okin (Auckland, 19 juli 1946 – Lincoln (Massachusetts), 3 maart 2004) was een feministische politieke filosoof en auteur uit Nieuw-Zeeland. Ze studeerde aan Somerville College van de Universiteit van Oxford.
In 1979 publiceerde ze Women in Western Political Thought, waarin ze in detail de geschiedenis van de perceptie van vrouwen in de westerse politieke filosofie beschrijft.
Haar boek uit 1989 Justice, Gender, and the Family is een kritiek op moderne theorieën over rechtvaardigheid van het liberalisme van John Rawls en Robert Nozick tot het communitarisme van Alasdair MacIntyre en Michael Walzer.  Volgens Okin schrijven zij vanuit een mannelijk perspectief dat ten onrechte aanneemt dat het gezin als institutie goed is. Ze gelooft dat het gezin geslachtsongelijkheid doortrekt in de hele samenleving, in het bijzonder omdat hun waarden en ideeën opgeld doen in de seksistische gezinssituatie, vervolgens opgroeien om ze te praktiseren als volwassenen. Voor een volledige theorie van rechtvaardigheid meent Okin dat het ook vrouwen moet omvatten en moet gaan over de geslachtsongelijkheid die volgens haar in moderne gezinnen voorkomt. 
Ze haalde een bachelorgraad aan de University of Auckland in 1967, een mastergraad in de filosofie aan Oxford in 1970 en een promotie aan Harvard in 1975. Ze doceerde aan de University of Auckland, Vassar, Brandeis en Harvard voordat ze zich verbond aan de faculteit van Stanford.
Okin werd de Marta Sutton Weeks Professor in de Ethiek en Samenleving aan de Stanford-universiteit in 1990.
Ze is eveneens bekend voor haar fundamentele verwerping van het multiculturalisme. Daarover schreef ze een kort essay Is Multiculturalism Bad for Women?. 